# Venit impozabil
Venitul impozabil reprezintă baza asupra căreia se aplică impozitul pe venit sau pe profit. Cu alte cuvinte, este venitul asupra căruia autoritatea fiscală impune obligația de plată a impozitului, după aplicarea deducerilor fiscale permise. În general, acesta include unele sau toate categoriile de venit și este diminuat prin deduceri fiscale și alte cheltuieli deductibile. Modul de calcul al venitului impozabil variază în funcție de legislația fiecărui stat și de tipul de contribuabil (persoană fizică, juridică sau entitate fără personalitate juridică).
Multe sisteme fiscale prevăd că anumite tipuri de venituri sunt exceptate de la impozitare (denumite uneori venituri neimpozabile), cum ar fi indemnizațiile sociale, bursele de studiu sau veniturile organizațiilor non-profit. În același timp, unele cheltuieli nu sunt deductibile în calculul venitului impozabil, cum ar fi amenzile sau cheltuielile considerate excesive. Impozitarea poate fi stabilită pe baza venitului impozabil din perioada fiscală curentă sau, în anumite sisteme, pe baza unor perioade anterioare. Venitul impozabil poate face referire la orice contribuabil, inclusiv persoane fizice și juridice, precum și entități care nu sunt supuse direct impozitării, cum ar fi parteneriatele, caz în care venitul este redistribuit către asociați și impozitat la nivel individual.
Majoritatea sistemelor fiscale impun includerea tuturor veniturilor realizate (sau obținute) în venitul impozabil, cu excepția celor scutite prin lege. Multe jurisdicții aplică cote diferențiate de impozit în funcție de tipul de venit (de exemplu, câștiguri de capital, venituri din salarii sau dividende) sau de nivelul acestuia (de exemplu, sisteme progresive de impozitare). În Statele Unite, venitul brut include toate veniturile realizate din orice sursă, cu excepția celor exceptate expres de lege, cum ar fi dobânzile aferente obligațiunilor municipale. În 2010, atât Regatul Unit, cât și Statele Unite au aplicat cote reduse de impozitare pentru câștigurile de capital și dividende.
În România, începând cu 1 ianuarie 2025, sistemul de impozitare a veniturilor persoanelor fizice menține o cotă unică de 10% asupra veniturilor impozabile, însă facilitățile fiscale pentru angajații din domeniile IT, construcții, agricultură și industria alimentară au fost eliminate, aceștia fiind acum supuși acelorași obligații fiscale ca și ceilalți salariați; pentru persoanele juridice, impozitul pe profit rămâne la 16%, iar microîntreprinderile trebuie să îndeplinească noi condiții pentru a beneficia de regimul fiscal special, inclusiv un plafon de venituri anuale sub 250.000 de euro și obligativitatea de a avea cel puțin un salariat, cu cote de impozitare de 1% pentru cele cu angajați și 3% pentru cele fără angajați.
Cele mai multe sisteme fiscale permit contribuabililor să reducă venitul impozabil prin deducerea costului bunurilor vândute și a altor cheltuieli aferente activității economice. Totuși, anumite tipuri de cheltuieli sunt limitate sau excluse de la deductibilitate. De exemplu, în Regatul Unit și Statele Unite, cheltuielile pentru autovehiculele utilizate în scop de afaceri au limite stricte de deductibilitate. În România, legislația fiscală prevede deduceri pentru anumite cheltuieli personale și profesionale. De exemplu, deducerea personală de bază se acordă salariaților care au un venit lunar brut de până la 2.000 de lei peste nivelul salariului minim brut pe țară, garantat prin hotărâre de guvern în luna în care se realizează venitul. De asemenea, există deduceri pentru contribuțiile la pensii private și asigurări de sănătate, în anumite limite. Totodată, firmele pot deduce donațiile către ONG-uri, până la 20% din impozitul pe profit datorat, în anumite condiții.
Unele sisteme fiscale permit deduceri pentru cheltuieli personale, denumite uneori cheltuieli domestice. Acestea pot include deduceri pentru persoane aflate în întreținere, deduceri profesionale pentru formare continuă sau deduceri pentru investiții, în funcție de politica fiscală a fiecărei țări. De asemenea, multe state impozitează doar veniturile care depășesc un anumit plafon neimpozabil și permit deduceri pentru alocații personale sau o sumă minimă stabilită prin lege. Sistemul federal de impozitare din Statele Unite permite aplicarea unor deduceri standard, precum deducerea personală și deducerea minimă standard, care pot fi utilizate în locul altor deduceri personale. În România, sistemul de deduceri este mai restrâns, fiind aplicabil în principal veniturilor din salarii, iar majoritatea cheltuielilor personale nu sunt deductibile.
Pentru contribuabilii care obțin venituri în mai multe țări, se aplică regulile privind evitarea dublei impuneri, care stabilesc modul în care venitul impozabil este alocat între statele implicate. Aceste convenții fiscale au scopul de a preveni impozitarea aceluiași venit de două ori și de a asigura o impozitare echitabilă. România are semnate numeroase convenții pentru evitarea dublei impuneri, inclusiv cu state membre ale Uniunii Europene, Statele Unite și alte jurisdicții importante, permițând contribuabililor români să beneficieze de credit fiscal pentru impozitele plătite în străinătate. În plus, România oferă unele facilități fiscale pentru a stimula investițiile, cum ar fi scutiri de impozit pentru anumite venituri din cercetare-dezvoltare și pentru profitul reinvestit în echipamente tehnologice.